# 네덜란드 이름
네덜란드 이름은 네덜란드, 벨기에 플랑드르 및 해외의 네덜란드계 사람들이 쓰는 이름을 말한다.

## 이름(개인명)
네덜란드 인명은 대개 4가지 시대적 변화를 거쳐왔다.
1. 중세이전의 토착 게르만 계통의 이름
2. 중세 이후 종교적 영향으로 들어온 기독교 문화의 영향
3. 인명관습의 안정기(근대~1945년)
4. 전후~현대

### 게르만계 인명 시대
네덜란드 토착의 게르만계 문화에 바탕한 이름은 가장 오랜 시간 영향을 미쳤으며 현재도 토대가 되어 있다. 게르만계통의 이름은 보통 두 부분으로 이루어져 있는데 하나는 인물의 성별을 나타내고 다른 하나는 인물의 특징을 나타낸다. Adelbert란 이름은 Adel+bert의 두 부분으로 이루어져 있는데 adel은 고귀한, bert는 밝은, 빛나는의 뜻이다.(영어권 이름인 Albright와 같은 어원이다.)

### 중세 기독교의 영향
유럽을 문화적으로 석권한 기독교의 영향으로 12세기무렵부터 아이에게 크리스천 네임을 붙여주는 것이 관습이 되었으며, 기독교 성인의 이름을 따는 것이 게르만계 토착작명보다 우세하게 되었다. 또한 이 시대 십자군 원정 같은 역사적 사건들도 기독교계 인명이 각광받는 원인이 되었다. 이 시대의 특징적인 이름으로는 "Kees"(Cornelis), "Jan" (Johannes,요한) "Piet(Petrus,베드로) 등이 있다.

### 전후~현대
기독교계통 이름은 정식 외에 집에서 간단히 줄여 부르는 약칭이 있다. (Johanes요하네스는 보통 Johan요한, Jan얀 Hans한스 등으로 부른다) 2차 대전 이후 네덜란드인은 그 앞 시대보다 종교적인 믿음이 약해져서 기독교 성인등을 본받는 의미에서의 인명관습은 쇠퇴했고 다소간 외국의 영향을 받았다. 흔히 어원이 같은 외국 이름을 네덜란드어식 철자로 쓴 이름도 생겨났는데 Sjon (영어 John), Sjaak(프랑스어 Jacques) Petrik (영어 Patrick)등이 그러하다. 

## 성의 사용
1811년 나폴레옹이 네덜란드를 병합하기 전까지 네덜란드에서는 가문마다 별도의 성이 있기 보다는 아버지 이름에서 자동으로 만들어지는 부칭을 쓰는 것이 일반적이었다.
네덜란드 성의 두드러진 특징은 성과 이름 사이에 전치사격의 특정한 꾸밈말이 자주 들어가는 것이다. 이것을 튀센부흐셀(Tussenvoegsel)이라고 한다. 튀센부흐셀은 보통 인명일람 등에서 찾을 때는 포함되지 않는다. 예를 들어 De Vries란 이름은 D가 아니라 V항목에서 찾아야 한다.